# Дейв Філоні
Дейв Філоні (нар. 7 червня 1974, Маунт-Лебанон, штат Пенсільванія, США) — американський режисер анімації, актор озвучування, телеведучий, телепродюсер та аніматор. Він найбільш відомий своєю роботою над серіалами «Аватар: Останній захисник» (2005), «Мандалорець» (2019), повнометражним мультфільмом і телесеріалом «Зоряні війни: Війна клонів»(2008). Він був творцем та виконавчим продюсером усіх чотирьох сезонів мультсеріалу «Зоряні Війни: Повстанці», а також виконував обов'язки керівного директора протягом перших двох, четвертого та останнього сезонів (Джастін Рідж виконував функції керівного директора в третьому сезоні, коли Філоні прийняв пропозицію здійснювати нагляд всіма проєктами). Філоні також є одним із виконавчих продюсерів вебсеріалу «Зоряні війни долі» та творцем мультсеріалу 2018—2020 «Зоряні війни: Рух опору». Його мінісеріал «Асока» (2023) продовжує історію «Руху опору».

## Раннє життя
Дейв Філоні виріс у м. Маунт-Лебонон, штат Пенсильванія, передмісті Пітсбург. У 1992 році він закінчив у цьому місті середню школу, а у 1996 році — Університет Едінборо в Пенсільванії. За словами композитора Кевіна Кінера (який створив більшість музики для «Війн клонів і бунтівників»), батько Філоні був шанувальником опери та класичної музики. Дейв успадкував захоплення класичною музикою і допомагав Кінеру, який завдячував Філоні ідеєю додати орган у Гранд-адмірал Траун із Rebels. Філоні також сказав, що його дід і дядько були пілотами, при цьому дядько також спеціалізувався на ремонті літаків. Він наголосив, що це мало значний вплив на концепцію Зоряні війни: Рух опору.

## Рання кар'єра
До початку своєї роботи з Lucasfilm Animation Філоні працював на каналі Нікелодіон, режисером епізодів першого сезону мультсеріалу «Аватар: Останній захисник».

## Зоряні війни
Затятий фанат «Зоряних війн», особливо персонажу Пло Кун, Філоні переодягнувся на майстра джедаїв на відкриття «Помсти ситха» і був розчарований долею персонажа у фільмі. Філоні покинув Нікелодіон після того, як Джордж Лукас запропонував йому роботу у розробці мультсеріалу «Зоряні війни». Під час шоу «Зоряні війни» Філоні зізнався, що спершу він вважав, що це був розіграш, коли йому запропонували роботу над Зоряними війнами.

### Режисура
Дейв Філоні є режисером анімаційного художнього фільму «Зоряні війни: Війни клонів» та керівником мультсеріалу «Зоряні війни: Війна клонів».
28 травня 2007 року Філоні виступив на Celebration IV разом з продюсером Кетрін Уіндер, щоб обговорити початок нового телевізійного серіалу та розкрити, як створюються «Війна клонів». У той час він оголосив, що буде писати щомісячний комікс «Війни клонів». Філоні озвучує мисливця за головами Ембо у різних епізодах різних сезонів. У лютому 2009 року на знак визнання його внеску у сагу «Зоряні війни», Філоні був визнаний почесним членом міжнародної організації костюмів 501-го легіону.
Офіс Філоні, як видно на DVD «Зоряні війни: Війна клонів», наповнений атрибутами Пло Куна. У Філоні є бюст голови Пло Куна, модель його корабля, портрет з автографом актора, який грав у Пло Куна, на столі є репродукція світлового меча Пло Куна, а також Філоні має персональний костюм Пло Куна на дисплеї. Філоні також має на своєму столі планувальник розміром із зошит із зображенням Пло Куна на вулиці. У ньому він написав слова «Plo Kool» (Пло Кул) навпроти концепції художнього дизайну Війн клонів, як знак того, що йому сподобалися ці проєкти. Філоні також має на своєму столі невеличку модель персонажа Аппа із «Аватар: Останній захисник». Філоні взяв участь у всіх прем'єрах «Війн клонів» та відвідав прем'єру п'ятого сезону в Орландо, штату Флорида, під час спеціального заходу «Святкування VI» 24 серпня 2012 року. Він також відомий роботою над розробкою персонажів Асоки Тано та капітана Рекса.
Філоні разом з Грегом Вайсманом та Саймоном Кінбергом був виконавчим продюсером «Зоряні війни: Повстанці», що дебютував восени 2014 року. Перші два сезони він також виконував обов'язки керівного директора. Він призначив Джастіна Ріджа своїм наступником на решту шоу, хоча все ще залишався виконавчим продюсером. Філоні обійняв посаду керівного директора у вересні 2016 року, коли йому запропонували наглядати за всіма майбутніми та поточними проєктами Lucasfilm Animation. Після них Філоні повернувся на цю посаду у 4 сезоні. Він зняв два епізоди телевізійного серіалу «Мандалорець», дебютувавши цим у жанрі ігрового кіно.

### Озвучування
Філоні озвучив мисливця за головами Ембо в «Зоряних війнах: Війна клонів». У третьому сезоні «Зоряні війни: Повстанці» (епізоди «Холокрони долі» та «Спадщина Мандалору») Філоні озвучив повстанця Crewman, штурмовиків та мандалорського воїна. Він також озвучував Чоппера протягом всього сезону. Цей факт не розголошувався до фіналу серіалу.